# 韋茅斯 (麻薩諸塞州)
韋茅斯（英語：Weymouth）是美國麻薩諸塞州的一個城市，位於大波士頓都市圈之內。據2010年人口普查，韋茅斯有人口53,743人。韋茅斯這一地名來自於英國海濱城鎮韋茅斯，是麻薩諸塞州第二古老的歐洲人定居點。

## 外部連結
Template:NSRW Poster
- Town of Weymouth （页面存档备份，存于）
- The Weymouth News （页面存档备份，存于）
- Weymouth History
- Answer Book/Weymouth: Everything you need to know